# Менахем (школа-сад)
«Школа Менахем» — частное общеобразовательное учреждение дошкольного, начального, основного и среднего общего образования в Санкт-Петербурге.

## История
Школа основана в 1995 году при поддержке Фонда «Ор Авнер». Учреждение существует за счёт средств учредителей, родителей учеников, пожертвований различных благотворительных фондов, организацийи частных лиц.
В декабре 2006 года школа переехала в новое здание — реконструированное здание бывшей государственной школы.
До 2009 года в правилах приёма была записана необходимость еврейского происхождения для поступления в школу (оно должно было быть подтверждено метриками мамы — бабушки или прабабушки со стороны матери), но по требованию прокуратуры этот пункт был изъят как дискриминирующий по национальному признаку.
С 2010 года школа имеет государственную аккредитацию. В том же году школа заняла 7-е место в Санкт-Петербурге по результатам ЕГЭ.
В школе обучается 160 человек в классах с 1-го по 11-й. В каждом классе от 8 до 18 человек.
Школа работает по Федеральным государственным образовательным стандартам (ФГОС) и по Федеральному компоненту государственных образовательных стандартов (ФКГОС) — 9—11 классы. Иврит и информатика изучаются с 1-го класса, английский язык со второго. Дополнительно изучаются традиции еврейского народа.
По окончании школы выдаются документы государственного образца.
В коллектив сотрудников школы входят 4 кандидата наук, заслуженный учитель России, учителя-методисты. Все преподаватели начальной школы имеют дополнительное психологическое образование.
Для учеников организовано кошерное питание.

## Директора школы
- Столов Валерий Борисович (до 2018)[7]
- Хачатурова Анна Алексеевна (с 2018)